# Устьєвка
У́стьєвка (рос. Устьевка, башк. Устьевка) — присілок у складі Альшеєвського району Башкортостану, Росія. Входить до складу Трунтаїшевської сільської ради.
Населення — 7 осіб (2010; 19 в 2002).
Національний склад:
- росіяни — 84 %